# Nachricht

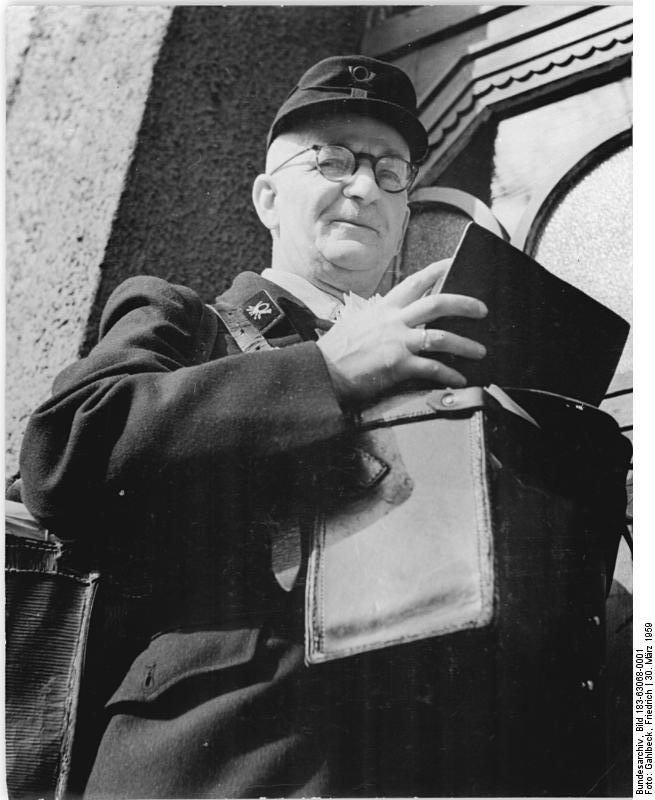
Althergebrachte Form der Nachrichtenübertragung: der Bote (hier: Postbote)

Nachricht bezeichnet alltagssprachlich den Inhalt einer Information. Die Mitteilung einer Nachricht ist die Benachrichtigung. 
In der Informationstheorie ist eine Nachricht eine Information, die sich quantitativ als Signal und qualitativ als bedeutungstragendes Zeichen oder Zeichenfolge beschreiben lässt. Sie wird im Prozess der Kommunikation nach Maßgabe eines Codes von einem Sender an einen Empfänger übermittelt. Für den Empfänger hat sie einen Neuigkeitswert und ruft über die Stimulation hinaus bei ihm eine interpretative Reaktion hervor.
Nachrichten sind das Grundelement der Kommunikation und damit Gegenstand der Betrachtung durch verschiedene Wissenschaften, unter anderem der Semiotik, der Informationstheorie, der Kommunikationswissenschaften, der Nachrichtentechnik und der Verhaltensforschung.

## Etymologie

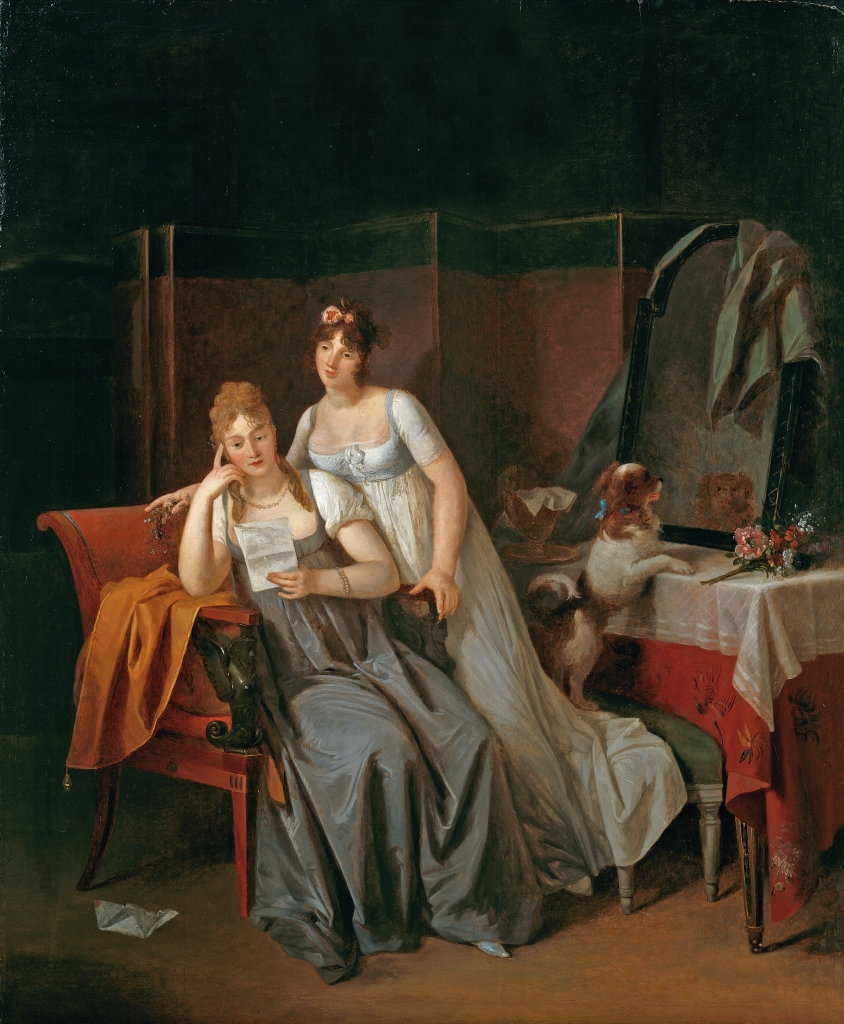
Marguerite Gérard: La Bonne Nouvelle (Die gute Nachricht)

Laut dem Deutschen Wörterbuch ist die Nachricht eine „Mitteilung zum Darnachrichten“.
Seit etwa 1600 steht Nachricht für eine Mitteilung. Im 16. bis 18. Jahrhundert ist Nachrichtung für etwas‚ wonach man sich zu richten hat, Anweisung bezeugt, was aber allmählich verdrängt wird. Im Plural werden seit dem 20. Jahrhundert mit Nachrichten‚ (über Rundfunk, Fernsehen gesendete) aktuelle, besonders politische Meldungen bezeichnet. Dietz Schwiesau und Josef Ohler definierten den Begriff so: „Die Nachricht ist eine direkte, auf das Wesentliche konzentrierte und möglichst objektive Mitteilung über ein neues Ereignis, das für die Öffentlichkeit wichtig und/oder interessant ist.“

## Semiotik und Informationstheorie
In der Semiotik entfalten Zeichen auf der Semantik-Ebene ihre Bedeutung.
Eine Nachricht wird im Allgemeinen durch Signale übertragen, die, wenn sie verstanden wurde, dem Empfänger Wissen bringt. Dabei ist es entscheidend, dass der Empfänger in der Lage ist, die Nachricht zu entschlüsseln, dass also die Kodierung (Sprache, Datenformat etc.) der Nachricht bekannt ist, und dass ein semantischer Kontext vorhanden ist, so dass die Bedeutung der Nachricht verstanden werden kann. Eine Nachricht ist in diesem Sinne Information im Zustand der Übertragung. Wird zusätzlich Information übermittelt, die hilft, den Inhalt der Nachricht bzw. der Botschaft zu dekodieren, so spricht man von einer Metabotschaft.

## Nachrichten- und Datentechnik
Die technische Übertragung bzw. Übermittlung ist die Aufgabe der Nachrichtentechnik. In der Netzwerktechnik versteht man unter Nachricht ein Datenpaket.

## Medien- und Alltagssprache
Häufig steht Nachrichten synonym für Neuigkeiten und Informationen über Ereignisse. Im allgemeinen Sprachgebrauch steht deshalb der Plural Nachrichten für Berichte über aktuelle Ereignisse in den Massenmedien, wie Fernsehen, Radio oder Zeitungen und Zeitschriften. Dabei unterscheidet man zwischen „guten Nachrichten“, wie zum Beispiel die Rettung oder Genesung von Menschen, und „schlechten Nachrichten“, wie Berichten über Katastrophen, Sterbefälle oder Unglücke.
In der christlichen Religion steht „Gute Nachricht“ oder auch „Frohe Botschaft“ gleichbedeutend für das Evangelium als der zentralen Botschaft des christlichen Glaubens, die Christen u. a. in den Evangelien, Texten über das Leben und Gottes Wirken in und durch Jesu von Nazaret, finden.